# Districte de Niort
El Districte de Niort és un dels tres districtes del departament francès de Deux-Sèvres, a la regió de la Nova Aquitània. Té 18 cantons i 166 municipis. El cap del districte és la prefectura de Niort.

## Cantons
cantó de Beauvoir-sur-Niort - cantó de Brioux-sur-Boutonne - cantó de Celles-sur-Belle - cantó de Champdeniers-Saint-Denis - cantó de Chef-Boutonne - cantó de Coulonges-sur-l'Autize - cantó de Frontenay-Rohan-Rohan - cantó de Lezay - cantó de Mauzé-sur-le-Mignon - cantó de Melle - cantó de La Mothe-Saint-Héray - cantó de Niort-Est - cantó de Niort-Nord - cantó de Niort-Oest - cantó de Prahecq - cantó de Saint-Maixent-l'École-1 - cantó de Saint-Maixent-l'École-2 - cantó de Sauzé-Vaussais